# Back (ishockey)

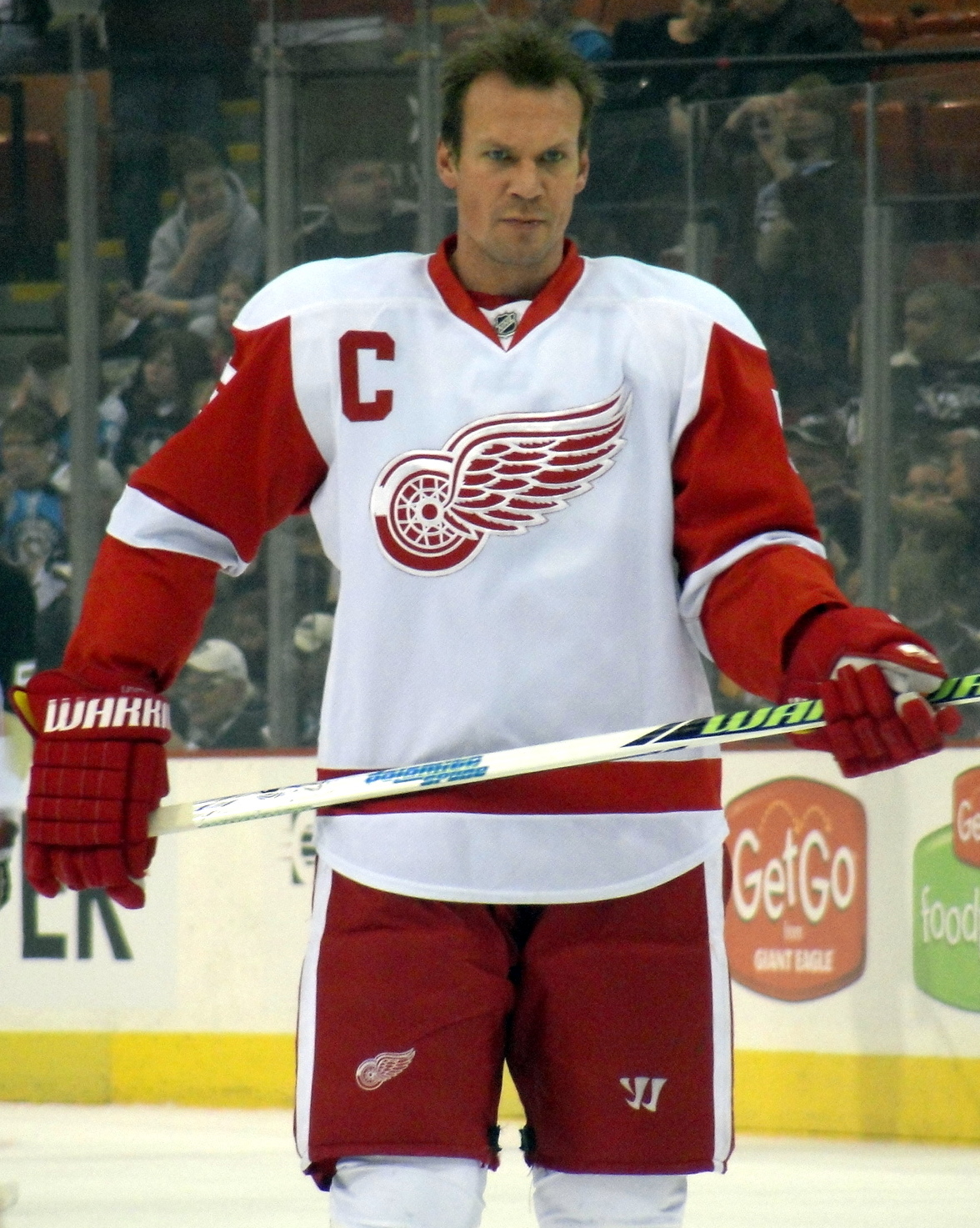
Nicklas Lidström har blivit vald till NHL:s bäste back sju gånger.

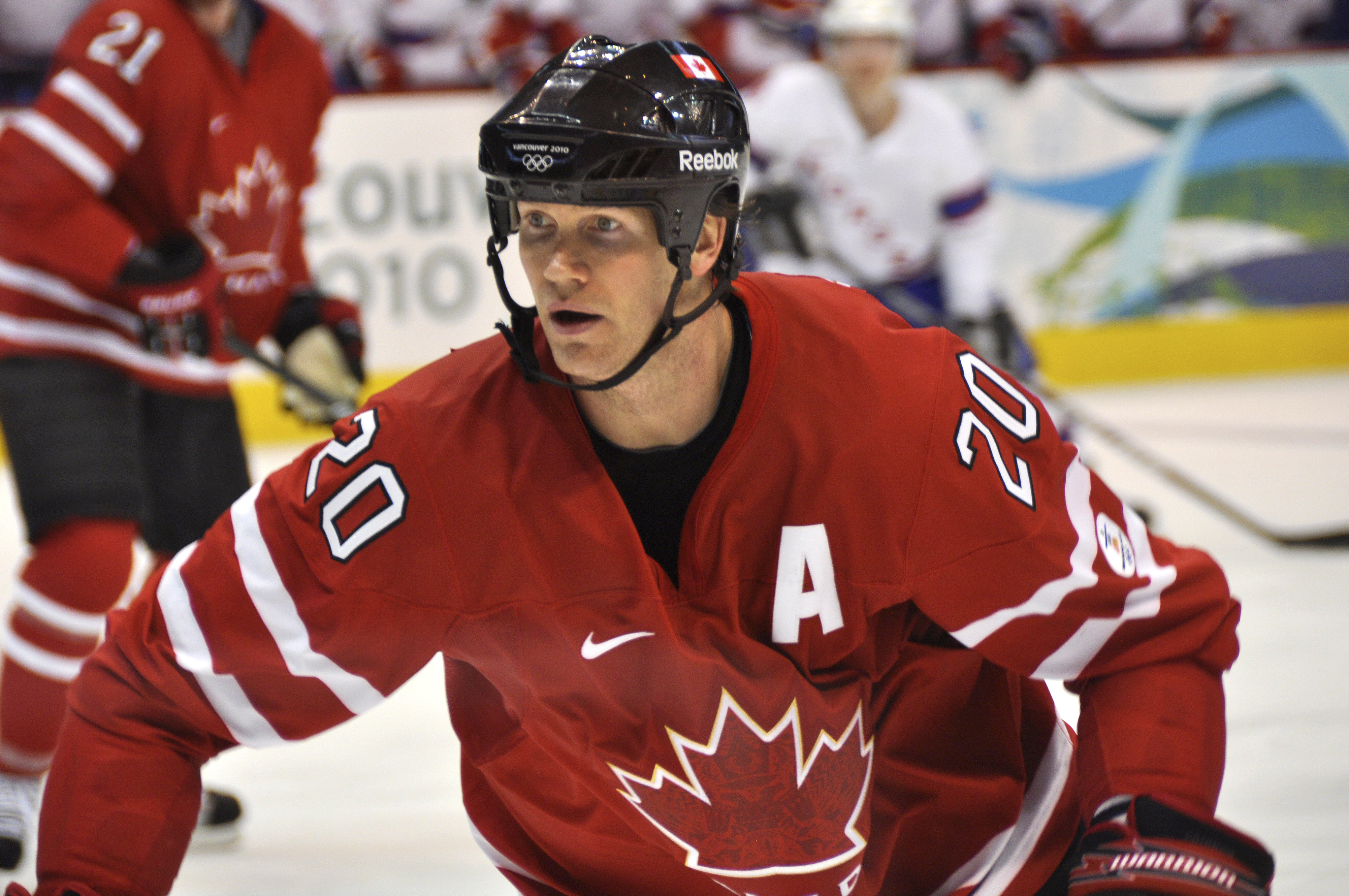
Backen Chris Pronger i den kanadensiska landslagströjan.

Back är en spelarposition inom ishockeyn. Backen är en av två försvarsspelare med utgångspunkt bakom de tre de anfallsspelarna.

## Spelstil
Backens huvudsakliga uppgift på isen är att agera försvarsspelare och ta ett stort defensivt ansvar. Detta hindrar dock inte backen från att även delta i det offensiva spelet och olika backars spelstilar kan skilja sig åt rätt så markant. Exempel på en utpräglat defensiv back är Rod Langway medan Phil Housley hade en utpräglat offensiv spelstil. Under spel i numerärt överläge i den offensiva zonen agerar backen ofta spelfördelare från en position strax innanför blålinjen, varifrån backen antingen spelar pucken vidare till någon lagkamrat eller tar skott direkt mot mål.
James Norris Memorial Trophy heter det pris i NHL som varje år sedan säsongen 1953–54 delats ut till den spelare som röstats fram till ligans bäste back. Bobby Orr har vunnit priset flest gånger med åtta raka utmärkelser åren 1968–1975. Nicklas Lidström och Doug Harvey tilldelades priset sju gånger var.

### Spelare
Berömda spelare som spelat på positionen är bland annat Moose Johnson, Sprague Cleghorn, Eddie Shore, Bobby Orr, Doug Harvey, Larry Robinson, Börje Salming, Denis Potvin, Vjatjeslav Fetisov, Paul Coffey, Ray Bourque, Brian Leetch, Nicklas Lidström, Chris Pronger, Rasmus Dahlin, Erik Karlsson, John Klingberg, P. K. Subban, Victor Hedman och Zdeno Chara.